# Coupe d'Afrique des nations féminine de hockey en salle 2024
Navigation
Durban 2021 2026
La Coupe d'Afrique des nations féminine de hockey en salle 2024 se déroule à Swakopmund en Namibie parallèlement au tournoi masculin du 23 au 26 mai 2024.

## Équipes qualifiées
Les 4 équipes ont directement été choisies par la Fédération africaine de hockey pour concourir à la Coupe d'Afrique des nations 2024:
- Botswana
- Namibie
- Afrique du Sud
- Zimbabwe

## Compétition

### Format de la compétition
Quatre équipes concourent pour deux places à la Coupe du monde 2025 qui se tiendra à Poreč en Croatie en février 2025,.
Au premier tour, quatre équipes s'affrontent trois fois chacun dans un seul groupe, l'équipe gagnante marque trois points, un point en cas de partage, et l'équipe perdante n'en marque aucun.
En cas d'égalité de points de plusieurs équipes à l'issue des matchs de poule, les critères suivants sont appliqués dans l'ordre indiqué pour établir leur classement:
1. Points,
2. Matchs gagnés,
3. Différence de buts,
4. Buts pour,
5. Plus grand nombre de points obtenus dans les matchs de poule disputés entre les équipes concernées,
6. Buts en plein jeu pour.

À l'issue de cette phase, les deux derniers s'affrontent en match pour la 3e place tandis que les deux premiers s'affrontent en finale et se qualifient pour la Coupe du monde 2025.

### Poule
Légende :
- Finale
- Match pour la 3e place

| Rang | Équipe         | Pts | J | G | N | P | Bp | Bc | Diff |
| ---- | -------------- | --- | - | - | - | - | -- | -- | ---- |
| 1    | Afrique du Sud | 7   | 3 | 2 | 1 | 0 | 20 | 1  | +19  |
| 2    | Namibie H T    | 7   | 3 | 2 | 1 | 0 | 18 | 1  | +17  |
| 3    | Zimbabwe       | 3   | 3 | 1 | 0 | 2 | 5  | 26 | -21  |
| 4    | Botswana       | 0   | 3 | 0 | 0 | 3 | 0  | 15 | -15  |

| 23 mai 2024 | Afrique du Sud | 5 - 0 (Forfait) | Botswana       |
| 23 mai 2024 | Namibie        | 12 - 0          | Zimbabwe       |
| 24 mai 2024 | Botswana       | 0 - 5 (Forfait) | Zimbabwe       |
| 24 mai 2024 | Namibie        | 1 - 1           | Afrique du Sud |
| 25 mai 2024 | Afrique du Sud | 14 - 0          | Zimbabwe       |
| 25 mai 2024 | Botswana       | 0 - 5 (Forfait) | Namibie        |

### Phase finale

#### Match pour la3eplace
| Match 7           | Botswana | 0 - 5 (Forfait) | Zimbabwe |  |
| 26 mai 2024 12h30 |          |                 |          |  |
|                   | Rapport  |                 |          |  |

#### Finale
| Match 8           | Namibie                                          | 3 - 3             | Afrique du Sud                                    |                                     |                                     |
| 26 mai 2024 15h30 | Bartlett 21e · Cormack 32e, 33e                  | (0 - 3)           | 4e T. Fourie · 8e Lardant · 14e Davids            | Arbitrage : Claire Cowan Ana Ortega | Arbitrage : Claire Cowan Ana Ortega |
| 26 mai 2024 15h30 | Rapport                                          |                   |                                                   | Arbitrage : Claire Cowan Ana Ortega | Arbitrage : Claire Cowan Ana Ortega |
| 26 mai 2024 15h30 | Hermanus · Philander · Cormack · ---- · Hermanus | Tirs au but 1 - 2 | Den Bakker · T. Fourie · Hamza · ---- · T. Fourie | Arbitrage : Claire Cowan Ana Ortega | Arbitrage : Claire Cowan Ana Ortega |

## Statistiques et récompenses

### Buteuses

#### 6 buts
- Azaylee Philander

#### 5 buts
- Kiana-Che Cormack

#### 4 buts
- Tegan Fourie
- Malikah Hamza
- Jessica Lardant

#### 2 buts
- Jerrica Bartlett
- Cailynn den Bakker
- Cerian Fourie
- Annica Higgs

#### 1 but
- Laylaa Davids
- Sunelle Ludwig
- Bonolo Moabi

### Classement final
| Rang                        | Équipe         | J | V | N | P | BP | BC | +/- | Pts |
| --------------------------- | -------------- | - | - | - | - | -- | -- | --- | --- |
| Médaille d'or, Afrique      | Afrique du Sud | 4 | 2 | 2 | 0 | 23 | 4  | +19 | 8   |
| Médaille d'argent, Afrique  | Namibie H T    | 4 | 2 | 2 | 0 | 21 | 4  | +17 | 8   |
| Médaille de bronze, Afrique | Zimbabwe       | 4 | 2 | 0 | 2 | 10 | 26 | -16 | 6   |
| 4                           | Botswana       | 4 | 0 | 0 | 4 | 0  | 20 | -20 | 0   |

|  | Nation qualifiée pour la Coupe du monde 2025 en tant que champion continental |
|  | Nation qualifiée pour la Coupe du monde 2025 en tant que quota supplémentaire |